# Gare de Fréjus
Ne doit pas être confondu avec Gare de Fréjus - Saint-Raphaël ou Gare de Fréjus Sud-France.
La gare de Fréjus est une gare ferroviaire française de la Ligne de Marseille-Saint-Charles à Vintimille (frontière), située à proximité du centre-ville de Fréjus, dans le département du Var, en région Provence-Alpes-Côte d'Azur. 
Elle est mise en service en 1863 par la Compagnie des chemins de fer de Paris à Lyon et à la Méditerranée (PLM).
C'est une gare de la Société nationale des chemins de fer français (SNCF), desservie par des trains régionaux TER Provence-Alpes-Côte d'Azur.

## Situation ferroviaire
Établie à 8 mètres d'altitude, la gare de Fréjus est située au point kilométrique (PK) 157,998 de la ligne de Marseille-Saint-Charles à Vintimille (frontière), entre les gares ouvertes aux voyageurs des Arcs - Draguignan et de Saint-Raphaël-Valescure. Elle est séparée des Arcs par les gares fermées de Puget-sur-Argens, Roquebrune-sur-Argens et Le Muy, et de Saint-Raphaël par le terminal auto-train (service désormais supprimé) de Fréjus - Saint-Raphaël.

## Histoire
La gare de Fréjus est mise en service le 10 avril 1863 par la Compagnie des chemins de fer de Paris à Lyon et à la Méditerranée (PLM), lorsqu'elle ouvre à l'exploitation la section des Arcs à Cagnes de sa ligne de Toulon à Nice.

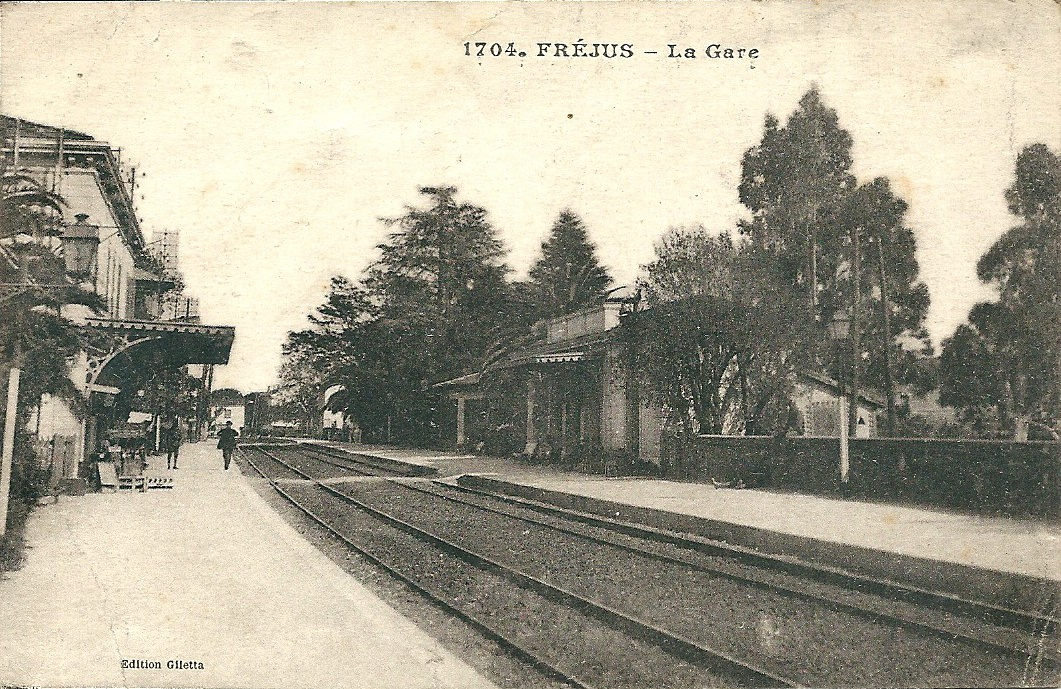
La gare dans les années 1900.

En 1878 des travaux sont effectués pour agrandir les installations de la gare, notamment les voies et les quais.
En 1903 l'éclairage de la gare au pétrole est remplacé par un éclairage au gaz.
La gare de « Fréjus » est l'une des 1763 gares, stations ou haltes de la Compagnie PLM listées dans la nomenclature 1911. C'est une gare, ouverte aux services complets de la grande vitesse (voyageurs), et de la petite vitesse (marchandises), qui peut recevoir ou expédier des dépêches privées,. C'est une gare, de la ligne de Paris à Marseille et à Vintimille située entre les gares de Puget-sur-Argens et de Saint-Raphaël-Valescure.
En 1999, elle est fréquentée par 40 578 voyageurs.
En 2015, c'est une gare voyageurs d'intérêt régional (catégorie B : la fréquentation est supérieure ou égale à 100 000 voyageurs par an de 2010 à 2011), qui dispose de deux quais (1 et 2), un souterrain et un abri.

## Service des voyageurs

### Accueil
Halte SNCF depuis le 1er mai 2024, c'est un PANG à la suite de la fermeture définitive du guichet depuis cette même date. Elle reste équipée d'une borne TER.

### Desserte
Fréjus est une gare du réseau TER Provence-Alpes-Côte d'Azur desservie par des trains régionaux de la relation Les Arcs - Draguignan – Nice, dont certains continuent ou sont en provenance de Menton.

### Intermodalité
Un parking pour les véhicules est aménagé. Des bus urbains desservent la gare.

## Dans la bande dessinée
Garedefréjus est un personnage secondaire des bandes dessinées d'Astérix, qui apparaît notamment dans l'album Les Lauriers de César.